# Sevesói dioxin-kiszabadulás

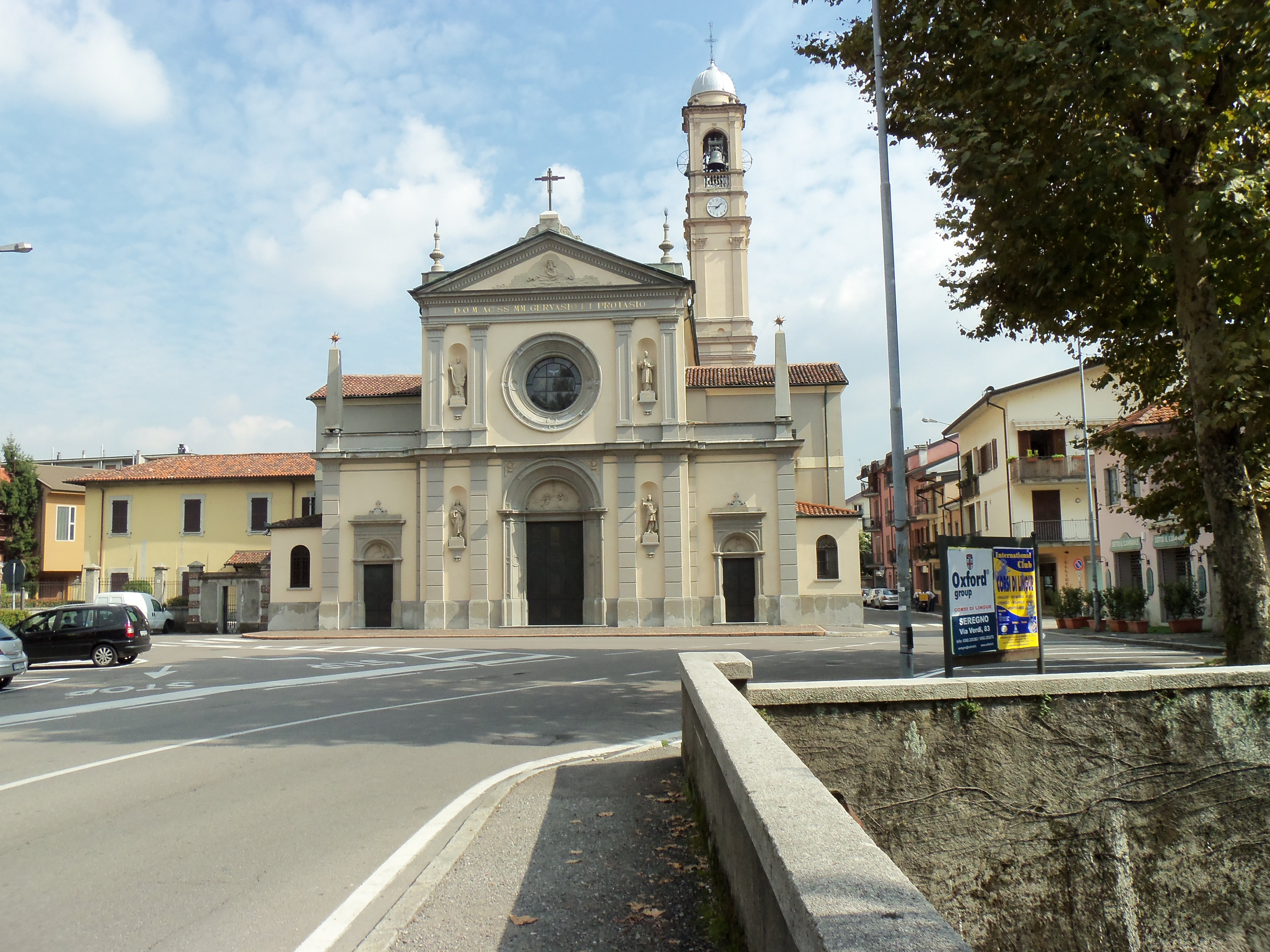
Seveso olaszországi kisváros

1976. július 10-én az Észak-Olaszországi kisváros, Meda mellett robbanás történt a Hoffmann La Roche Givaudan vegyi gyártelepén, emberi mulasztás miatt jelentős mennyiségű dioxin (a vietnámi háború idején az USA lombtalanító vegyi fegyverként vetette be) került a levegőbe. A dioxin veszélyességét az is jelzi, hogy néhány mikrogrammnyi mennyiségben is halálos mérgezést okoz. Mivel a katasztrófa káros hatásai legsúlyosabban Sevesót érték, a baleset ezen kisváros nevével került be az ipari katasztrófák történetébe.

## A katasztrófa okai
A szennyezést egy növényvédőszer-előállítására használt kisméretű autokláv túlmelegedésének mellékreakciója okozta. A gyár a Milánó melletti kisváros, Seveso közelében működött, és az akkori légmozgás következtében a súlyosan mérgező dioxinfelhő ebben a városban és környékén fejtette ki hatását. Ezt a balesetet konkrét munkahelyi mulasztás okozta. Ezt elősegítette az a magatartás, hogy a tulajdonosok már a tervezés közben költségcsökkentés miatt nem gondoskodtak a megfelelő biztonsági berendezések kivitelezéséről. Végzetes hiba volt, hogy nem készült gyűjtőmedence, automata hűtőrendszer és más egyéb biztonsági rendszer sem. A cég vésztervet sem dolgozott ki katasztrófa esetére, így mindent rögtönözni kellett.

## A katasztrófa után
A gyártó cég a baleset után csak 6 nappal értesítette a hatóságokat. Ezután hívott össze egy válságértekezletet és igaz, hogy már ismerték a pontos vizsgálati eredményeket, de a nyilvánosság elől a valós adatokat eltitkolták. A baleset elhúzódó szakértői vizsgálata után már kicsi esély maradt a káros hatások elhárítására.

## Hatása
Összesen 37 ezer embert érintett a szerencsétlenség, a legveszélyeztetettebb területeken 11 ezer lakónak kellett elhagynia az otthonát. A mérgezés miatt közel 100 ezer állat pusztult el, nagy kiterjedésben termőterületeket és növényzetet pusztított el. A baleset közvetlenül emberéletet nem követelt, ellenben a katasztrófa egészségügyi következményeit a mai napig nem sikerült pontosítani. A mérgezés tüneteiként 193 - főleg gyermek - arcát és testét borította el klór-aknés fertőzés, 447 embernek a bőrét kimarta a dioxin. A későbbiek során anyagcserezavarok, genetikai ártalmak léptek fel, ugrásszerűen megnövekedett a fejlődési rendellenességgel született gyermekek száma, és a spontán vetéléseké is 20%-kal emelkedett.

## Kárelhárítás
Két héten belül a hadsereg is bekapcsolódott a kárelhárításba és mentésbe. A város házait lerombolták, eltávolították a szennyezett füvet és a fákat. A legveszélyeztetettebb területeken a talaj felszíni rétegét eltávolították, és veszélyeshulladék-lerakóba temették. A kiürített területen kívüli lakosság nem részesült óvintézkedésben. A közvetlen anyagi kárt 27, a terület teljes talajjavításának költségét 121 milliárd lírára becsülték.
| |  |
| A sevesói Bosco delle Querce természeti park, a katasztrófa után beépített terület, ahol eltemették a szennyezett anyagot |  |

## Bírósági eljárások
Hétéves vizsgálatot és félévi tárgyalást követően az ICMESA(it) 5 vezetőjét 2,5-5 évi börtönnel büntették.  A Givaudan-konszern mintegy 200 károsultnak 200 milliárd lírát fizetett kártérítésként. 1976. július 18-án a gyárat bezárták. 637 személyt evakuáltak a legsúlyosabban érintett területről (53,8 hektár). Az érintett családok közül az első 151 csak 1977 szeptemberében térhetett vissza otthonába.

## Nemzetközi következmények
A katasztrófa nyomán az Európai Unió kidolgozta és elfogadta a Seveso I., majd Seveso II. irányelvet. Ezeknek alapvető célja a veszélyes anyagokkal összefüggő súlyos balesetek megelőzése, azok következményeinek csökkentése és a magas fokú védelem biztosítása. Magyarországon ezen szabályozás 2002 óta van érvényben.

## Hasonló oldalak
- Bhopáli katasztrófa
- Tiszai ciánszennyezés
- Csernobili atomerőmű-baleset
- Ajkai vörösiszap-katasztrófa
- Mexikói-öböli olajkatasztrófa